# فرهاد مجدم
فرهاد مجدم (زادهٔ ۵ مرداد ۱۳۶۱ در شیراز – درگذشتهٔ ۲۶ آبان ۱۳۹۸ در ملارد) یکی از کشته‌شدگان اعتراضات آبان ۱۳۹۸ ایران بود.

## زندگی
فرهاد مجدم، ۵ مرداد سال ۱۳۶۱ در خانواده‌ای اهل آبادان، در شیراز متولد شد. او دارای ۲ برادر و ۲ خواهر و مجرد بود. وی مدت‌ها به همراه برادرانش به دست‌فروشی مشغول بود تا توانست با کمک آنان، مغازه‌ای تهیه کرده و به مانتو فروشی مشغول شود. او ساکنِ مارلیک (سرآسیاب) ملارد بود.

## کشته شدن
فرهاد مجدم، شب ۲۶ آبان ۱۳۹۸ هنگامی که تازه از کار روزانه به منزل بازگشته بود و قصد خوردن شام داشت، به دلیل قطع برق محله و به منظور آوردنِ خواهر و خواهرزاده‌اش که خانه‌شان در نزدیکی آنان بود، با لباس‌های راحتی از منزل خارج می‌شود. در ابتدای کوچه زنی را می‌بیند که تیر خورده‌است، ناگاه فریاد می‌کشد: «این را کشتید این را کشتید». در همین حال خود او هم مورد اصابت گلوله قرار می‌گیرد.
فرهاد مجدم ساعت ۲۲:۳۰ دقیقهٔ یکشنبه ۲۶ آبان ۱۳۹۸ در نزدیکی منزلش، نبش جادهٔ ملارد و خیابان بهاره غربی در محلهٔ سرآسیاب ملارد، از ناحیهٔ سر مورد اصابت مستقیم گلوله قرار گرفت و جان‌باخت.
پیکر او روز شنبه ۲ آذر ۱۳۹۸ در بهشت رضوان شهریار به خاک سپرده شد.

## حواشی
- جستجوی خانواده برای پیدا کردن فرهاد مجدم، از همان هنگام که او از خانه خارج می‌شود و بازنمی‌گردد، آغاز می‌شود. خالهٔ فرهاد مجدم در این‌باره می‌گوید:[۵]

«ما نمی‌دانستیم چه بر سرش آمده. ابتدا فکر می‌کردیم زخمی شده. همان شب وقتی به بیمارستان رفتیم دنبال فرهاد می‌گشتیم، اصلاً کسی به ما جواب نمی‌داد، اصلاً هیچ‌کس محل نمی‌ذاشت. بیمارستان‌ها به قدری شلوغ بود و تند تند زخمی و کشته می‌بردند که به کسی جواب نمی‌دادند و نمی‌شد با کسی حرف زد. همه سرشان گرم زخمی‌ها و شهیدها بود، کسی نبود که جواب بده. ما آن شب نتواستیم فرهاد را پیدا کنیم. فردای آن روز دوباره به پاسگاه و بیمارستان رفتیم، اما هرجایی که می‌رفتیم جواب ما را نمی‌دادند.»
- به گفتهٔ خالهٔ فرهاد مجدم، مأموران با یک ماشین جنازهٔ فرهاد را به کوچهٔ پشتی منتقل کرده و تا چند ساعت آنجا رها کرده بودند. او توضیح می‌دهد که پس از ۳ روز بی‌خبری، فردی که شاهد کشته شدن فرهاد بوده به منزل آنان مراجعه می‌کند و عکس جنازهٔ او را به خانواده نشان می‌دهد. آن فرد به خانواده می‌گوید: «همان شب که تیر خورد، مأموران جنازه‌اش را گذاشتند توی یک ماشین و بردند انداختند در کوچه پشتی. سه ساعت جنازه توی کوچه بوده و مردم هم سعی می‌کردند به کسی خبر بدهند که بیاید و جنازه را ببرد و هرچی به هر کجا زنگ می‌زدند کسی نمی‌آمد جنازه را ببرد. بعد از ۳ ساعت بالاخره یک آمبولانس آمد و جنازه را برد.»[۵]
- پس از چهار روز پیکر فرهاد مجدم، در سردخانهٔ «بهشت زهرا» توسط خانواده پیدا می‌شود. از خانوادهٔ مجدم خواسته می‌شود که جنازه را در محل تولدش، شیراز به خاک بسپارند که با اصرار برادران فرهاد مبنی بر پیری و ناتوانی مادر و سختی دسترسی به شیراز، اجازهٔ دفن در کنار آرامگاه پدرش در شهریار صادر می‌شود.[۵][۲][۱۰]
- از خانوادهٔ مجدم خواسته شده تا سکوت کنند.[۵][۲]
- خانوادهٔ مجدم، اجازهٔ برگزاری مراسم نخستین سالگرد جان‌باختنِ فرهاد مجدم را نیافتند و هنگام مراجعه به بهشت رضوان شهریار، با در بسته مواجه شدند.[۴][۱۱]